# جریت
جریت، روستایی از توابع بخش لیردف شهرستان جاسک در استان هرمزگان ایران است.

## جمعیت
این روستا در دهستان سورک قرار دارد و براساس سرشماری مرکز آمار ایران در سال ۱۳۸۵، جمعیت آن ۲۸ نفر (۸خانوار) بوده‌است.